# Ammotrechella geniculata
Ammotrechella geniculata es una especie de arácnido  del orden Solifugae de la familia Ammotrechidae.

## Distribución geográfica
Se encuentra en Sudamérica.